# Symporter

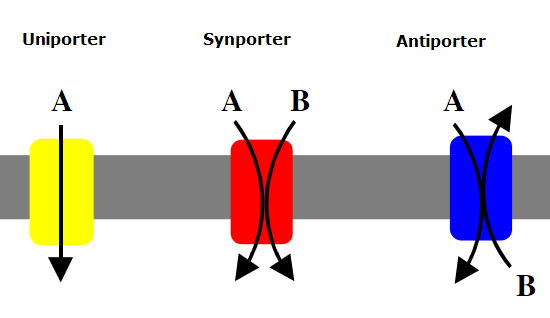
Typen von Transportproteinen

Ein Symporter ist ein Protein, das einen Membrantransport von mindestens zwei Molekülen in gleicher Richtung vermittelt. Weitere Proteintypen des Membrantransportes sind Antiporter und Uniporter.

## Eigenschaften
Ein Symporter ist ein Membranprotein, das den Transport von mehreren Molekülen in gleicher Richtung (Symport) meistens durch einen sekundär aktiven Transport ermöglicht. Der sekundär aktive Transport wird energetisch durch einen Gradienten der Konzentration eines der transportierten Molekülsorten getrieben, der unter Adenosintriphosphat-Verbrauch aufgebaut wurde (daher die Bezeichnung sekundär aktiv). Manche Symporter verbrauchen dagegen beim Symport ATP (primär aktiv).
Symporter können in verschiedene Klassen eingeteilt werden, darunter Dopamin-Plasmamembran-Transportproteine, GABA-Plasmamembran-Transportproteine, Glutamat-Plasmamembran-Transportproteine, Glycin-Plasmamembran-Transportproteine, Norepinephrin-Plasmamembran-Transportproteine, Protonen-Phosphat-Symporter, Serotonin-Plasmamembran-Transportproteine, Natrium-Chlorid-Symporter, Natrium-Glucose-Transportproteine, Natrium-Bicarbonat-Symporter, Natrium-Prolin-Symporter, Natrium-Phosphat-Cotransporter-Proteine und Natrium-Kalium-Chlorid-Symporter.